# Rigadin dans les Alpes
Pour plus de détails, voir Fiche technique et Distribution.
Rigadin dans les Alpes est un film muet français réalisé par Georges Monca, sorti en 1919.

## Fiche technique
- Titre : Rigadin dans les Alpes
- Réalisation : Georges Monca
- Scénario : Louis Mauzin
- Photographie :
- Montage :
- Société de production : Société cinématographique des auteurs et gens de lettres (S.C.A.G.L)
- Société de distribution : Pathé Frères
- Pays de production :  France
- Langue : film muet avec les intertitres en français
- Métrage : 295 mètres
- Format : Noir et blanc — 35 mm — 1,33:1 — Muet
- Genre :  Comédie
- Durée : 9 minutes et 50 secondes
- Date de sortie : 
  - France : 23 mai 1919

## Distribution
- Charles Prince : Rigadin
- Maurice de Canonge
- Clo Marra
- Albert Brouett
- Fabiola